# 石原正敬
石原 正敬（いしはら まさたか、1971年11月29日 - ）は、日本の政治家。自由民主党所属。
三重県菰野町長（3期）、三重県議会議員（1期）、衆議院議員（1期）を務めた。

## 経歴
1971年（昭和46年）、三重県三重郡菰野町に生まれる。1990年（平成2年）に三重県立四日市南高等学校を卒業した。1994年（平成6年）に名古屋大学教育学部を卒業した。1999年（平成11年）に名古屋大学大学院教育発達科学研究科博士課程後期課程を満期退学。その後名古屋大学で助手をしながら教育発達科学を研究し、非常勤講師として複数の大学の教壇に立つ。
2003年（平成15年）、菰野町の自民党県議であった伊藤作一の地盤を引き継ぐ形で三重県議会議員選挙に自由民主党公認で立候補し、当選。
2007年（平成19年）2月4日に行われた町長選挙に県議の任期途中で辞職して立候補し初当選。当選時、町長としては全国最年少。3月3日、町長就任。2011年（平成23年）に再選、2015年（平成27年）に3選。
2019年（平成31年）、弁護士で予備校講師の柴田孝之に僅差で敗れ落選。
2021年（令和3年）7月、年内に予定される第49回衆議院議員総選挙に自由民主党が三重3区の候補者として石原を擁立する方向で調整している事が報じられた。同年10月31日の投開票の結果、選挙区では立憲民主党の岡田克也に大差で敗れたものの、重複立候補していた比例東海ブロックで復活当選した。
2024年（令和6年）9月12日、自民党総裁選挙が告示され、旧岸田派からは林芳正と上川陽子の2人が立候補した。投票日前日の9月26日22時半頃、産経新聞は、麻生太郎が1回目の投票から高市早苗を支援するよう自派閥の議員に指示を出したとスクープした。9月27日朝、岸田文雄首相は高市が決選投票に残る可能性が高いと踏み、「決選は高市氏以外。党員票が多い方に投じてほしい」と旧岸田派のメンバーに一気に指示を下ろした。高市は1回目の議員投票で、報道各社の事前調査での30～40票を大きく上回る72票を獲得した。党員数と合わせた得票数は1位だったが、決選投票で石破茂に敗れた。石原は1回目の投票では林に投じ、決選投票については、中日新聞の取材に対し、投票先を公表しなかった。
同年10月27日に投開票の第50回衆議院議員総選挙では、小選挙区では岡田に大差で敗れ、比例東海ブロックにおいても重複立候補者の中で最下位の惜敗率になり議席を失った。

## 人物

### 統一教会との関係
- 2021年（令和3年）10月9日、すなわち衆議院議員選挙公示の10日前、石原は世界平和統一家庭連合（旧統一教会）の関係者とともに「石原まさた支部長後援会 敬世会」を設立した。候補者の名前の1字と「世」を後援会名にするのは統一教会の特徴であり、石原は設立に際し、教団関連団体の世界平和連合の推認確認書に署名した。（1）憲法改正と安全保障体制強化、（2）家庭教育支援法と青少年健全育成基本法の制定、（3）同性婚合法化の慎重な扱い、（4）日韓トンネル実現推進、（5）共産主義勢力などへの攻勢阻止の「平和連合5項目」に同意した[13]。

- 2021年（令和3年）11月5日、世界平和連合の中部地区常任講師や国際勝共連合愛知県本部の代表を務めるS[14]は、5日前に実施された衆院選「第3地区」を総括する33ページにわたる内部資料を作成した。教団は日本を5地区に分けており、第3地区は東海北陸信越近県に及ぶ中部地区一帯を指す[15]。本部から「勝共推進国会議員の全員当選」の要請があったことが記され、上記の後援会設立時の写真も掲載された[13]。選挙結果のページでは、丹羽ら「新しくUPFに繋がった東海ブロック国会議員10人」[注 1]が記され、統一教会のフロント組織である天宙平和連合（UPF）と世界平和連合が一体となった政界工作であることが示された[16]。

- 2022年（令和4年）7月から8月にかけて、共同通信社は、全国会議員712人を対象に、統一教会との関わりを尋ねるアンケートを実施。8月31日に各議員の回答の全文を公表した。「旧統一教会またはその友好・関連団体等から選挙活動への支援、協力を受けた、あるいはその申し出を受けたことはあるか」との問いに対し、石原は「ない」と回答した[17][18]。ところが2024年10月25日配信の文春オンラインの記事により、上記のとおり、2021年の衆院選時に、事実上の政策協定である推薦確認書に署名していたことが判明した[13]。

## 所属団体・議員連盟
- 自民党たばこ議員連盟[19]

## 選挙歴
| 当落 | 選挙                     | 執行日         | 年齢 | 選挙区       | 政党       | 得票数    | 得票率 | 定数 | 得票順位 /候補者数 | 政党内比例順位 /政党当選者数 |
| ---- | ------------------------ | -------------- | ---- | ------------ | ---------- | --------- | ------ | ---- | ------------------ | ---------------------------- |
| 当   | 2003年三重県議会議員選挙 | 2003年4月13日  | 31   | 三重郡選挙区 | 自由民主党 | 1万3000票 | 38.06% | 2    | 1/3                | /                            |
| 当   | 2007年菰野町長選挙       | 2007年2月4日   | 35   | ーー         | 無所属     | 1万3992票 | 68.13% | 1    | 1/2                | /                            |
| 当   | 2011年菰野町長選挙       | 2011年2月6日   | 39   | ーー         | 無所属     | ーー票    | ーー   | 1    | /1                 | /                            |
| 当   | 2015年菰野町長選挙       | 2015年2月1日   | 43   | ーー         | 無所属     | ーー票    | ーー   | 1    | /1                 | /                            |
| 落   | 2019年菰野町長選挙       | 2019年2月3日   | 47   | ーー         | 無所属     | 9024票    | 49.32% | 1    | 2/2                | /                            |
| 比当 | 第49回衆議院議員総選挙   | 2021年10月31日 | 49   | 三重県第3区  | 自由民主党 | 8万1209票 | 35.95% | 1    | 2/2                | 7/9                          |
| 落   | 第50回衆議院議員総選挙   | 2024年10月27日 | 52   | 三重県第3区  | 自由民主党 | 5万6630票 | 24.99% | 1    | 2/3                | 15/7                         |